# 19 Dutch
19 Dutch, früher 118 Fulton Street, ist ein Wolkenkratzer mit gemischter Nutzung in Manhattan in New York City.

## Beschreibung
Der Wohnturm befindet sich in Lower Manhattan im Financial District an der Ecke Fulton Street / Dutch Street. Er ist nicht weit entfernt vom Broadway, dem U-Bahn- und Einzelhandelskomplex Fulton Center sowie dem Gebäudekomplex Brookfield Place, zu denen ein direkter Zugang durch einen unterirdischen Gang besteht.
Nachdem der Wolkenkratzer der Öffentlichkeit Ende 2014 erstmals vorgestellt wurde, begann der Bau des Gebäudes Anfang Mai 2015, als erste Bewehrungsstäbe in das Fundament gesetzt wurden. Entworfen wurde es vom Architekturbüro Gerner Kronick + Valcarcel. Der Turm ist 231 Meter (758 Fuß) hoch und zählt 63 Stockwerke. 19 Dutch ist fast als reiner Wohnturm konzipiert und ist eines der höchsten Wohngebäude in Lower Manhattan. Die Fassade hat ein einzigartig gemustertes Glasdesign, das je nach Wetterlage anders erscheint und bei direkter Sonneneinstrahlung leuchtet. Das Gebäude wurde Anfang 2018 fertiggestellt und am 1. Juli 2018 eröffnet.
Der Wolkenkratzer enthält 483 Wohneinheiten. Zu den Annehmlichkeiten gehören eine Lobby, ein Medienzentrum, eine separate Demonstrationsküche mit Kochtisch, ein Billardzimmer, eine Café-Lounge, eine Bibliothek, ein Kinderspielzimmer und ein Fitnessclub. Die als 64. Etage bezeichnete Dachterrasse bietet eine gemeinschaftliche Sky Lounge sowie eine gestaltete Dachlandschaft mit Pool. Im Sockel des Gebäudes befinden sich des Weiteren 752 Quadratmeter Einzelhandelsfläche.